# Gianluca Pagliuca
Gianluca Pagliuca (Bologna, 18 dicembre 1966) è un allenatore di calcio ed ex calciatore italiano, di ruolo portiere. È stato vicecampione del mondo con la nazionale italiana nel 1994.
Spesso annoverato tra i migliori portieri di sempre, tra i primi al mondo nel corso degli anni '90, ha trascorso le annate più brillanti della propria carriera con le maglie di Sampdoria e Inter: con il club genovese ha conquistato tre Coppe Italia (1987-1988, 1988-1989 e 1993-1994), una Coppa delle Coppe UEFA (1989-1990), uno scudetto (1990-1991) e una Supercoppa italiana (1991), mentre coi milanesi ha vinto una Coppa UEFA (1997-1998). Successivamente è tornato nella natia Bologna, trascorrendovi sei stagioni in Serie A e una in B, per poi concludere l'attività agonistica nel 2007, dopo una stagione nell'Ascoli, all'età di 40 anni.
Tra il 1989 e il 1998 ha fatto parte della nazionale italiana, con cui ha totalizzato 39 presenze, disputando due campionati del mondo da titolare (Stati Uniti 1994 e Francia 1998) e uno da terzo portiere (Italia 1990); con l'Italia olimpica ha partecipato a due edizioni dei Giochi (riserva a Seul 1988, titolare ad Atlanta 1996), scendendo in campo in tre occasioni. Conta una presenza anche nell'Italia under 21.
A livello individuale si è aggiudicato le edizioni 1996-1997 e 2004-2005 del Guerin d'oro, in qualità di giocatore con la media voto più alta della Serie A nelle pagelle della stampa specializzata. Nel 1991 è giunto 21º nella corsa al Pallone d'oro, premio al quale è stato candidato anche nel 1997 e nel 1998; l'IFFHS lo ha inoltre classificato tra i più forti portieri europei del XX secolo e tra i migliori a livello mondiale del periodo 1987-2011, collocandolo rispettivamente in 34ª e 16ª posizione. Nell'edizione 2021 è entrato a far parte della Hall of Fame dell'Inter.
Fino al 2020, prima di essere superato da Samir Handanovič, ha detenuto il record di rigori parati in Serie A (24). Tra il 2006 e il 2016, prima di essere scavalcato da Gianluigi Buffon, è stato il portiere con più presenze nella massima serie, avendo battuto il precedente primato di Dino Zoff. Considerando anche gli altri ruoli, figura al quinto posto con 592 apparizioni, dietro Buffon, Paolo Maldini, Francesco Totti e Javier Zanetti; al momento del suo ritiro era secondo, preceduto dal solo Maldini.

## Biografia
È originario di Ceretolo, frazione di Casalecchio di Reno. Appassionato di basket, è membro della Fondazione Virtus, che nel 2012 ha acquisito la Virtus Pallacanestro Bologna, per poi divenirne socio di minoranza all'arrivo di Massimo Zanetti nel 2016.
Il figlio Mattia, centrocampista, ha esordito nella Primavera del Bologna nella stagione 2019-2020, e in Serie A in quella successiva.

## Caratteristiche tecniche

### Giocatore
Pagliuca acquisì la fama di para-rigori nella prima metà degli anni 1990, in virtù dei molteplici tiri dal dischetto neutralizzati in quel periodo. Favorito dall'esplosività negli arti inferiori e dal baricentro basso nonostante i 190 cm di statura, per fronteggiare i rigoristi avversari non si avvaleva di una tecnica specifica, affidandosi più all'istinto che allo studio delle loro abitudini di tiro. Il più celebre dei 24 penalty parati in Serie A è quello respinto a Lothar Matthäus durante l'incontro Inter-Sampdoria (0-2) del 5 maggio 1991, con un intervento annoverato tra i momenti clou della stagione dello scudetto blucerchiato e ricordato dal portiere come «la parata più decisiva della mia carriera». Tra gli altri rigoristi ipnotizzati spiccano «Baggio, Del Piero, Di Canio, Inzaghi [...] e Totti».
Oltre ai rigori intercettati a partita in corso, numerosi furono quelli parati nelle sfide a eliminazione diretta decise ai tiri di rigore. In tal senso, la carriera di Pagliuca è divisa in due diverse fasi: tra il 1991 e il 1993 la sua squadra uscì sempre vincitrice dagli undici metri, mentre negli anni successivi ebbe spesso la peggio. In forza alla Sampdoria, Pagliuca registrò il primo successo ai quarti di finale della Coppa Italia 1990-1991, quando negò il gol a tre rigoristi del Torino. Il 16 giugno 1991 debuttò in nazionale contro l'Unione Sovietica, nella finale del Torneo Scania 100, vinta dall'Italia grazie anche alla sua parata sul tiro di Vasilij Kul'kov. Due anni dopo, fu ancora determinante in Coppa Italia: nell'edizione 1993-1994, la Sampdoria eliminò il Pisa nel secondo turno preliminare e la Roma agli ottavi di finale, con Pagliuca che negò la rete a cinque avversari.
Da lì in poi, i tiri di rigore gli saranno quasi sempre avversi. La prima sconfitta risale al campionato del mondo 1994, perso in finale contro il Brasile: all'Italia non bastò la sua parata sul tentativo di Márcio Santos. Trasferitosi all'Inter subito dopo il Mondiale, fu eliminato ai trentaduesimi di Coppa UEFA dall'Aston Villa, nonostante avesse parato il penalty di Guy Whittingham. Sempre in Coppa UEFA, nell'edizione 1996-1997, vinse ai sedicesimi di finale contro il Grazer AK respingendo il tiro di Erwin Dampfhofer, ma perse la finale contro lo Schalke 04, non riuscendo stavolta a opporsi ai rigoristi avversari; frattanto, nella semifinale della Coppa Italia 1996-1997, l'Inter era stata eliminata dal Napoli con le stesse modalità. Infine, ai quarti di finale del campionato del mondo 1998, bloccò il rigore di Bixente Lizarazu, ma l'Italia fu ugualmente battuta dalla Francia.
Portiere esplosivo ed atletico, robusto e tecnicamente completo, Pagliuca spiccava per l'abilità tra i pali, dove offriva il meglio di sé in virtù di doti acrobatiche, riflessi e senso della posizione. Tra i più abili al mondo della sua epoca nel parare i rigori.
Tra gli altri suoi pregi si ricordano il buon controllo di palla, che gli permetteva di rischiare il dribbling in caso di necessità, e il rinvio forte e preciso col piede sinistro – «da portiere sudamericano» –, che compensava qualche carenza nell'uso del destro. Tatticamente, nella Sampdoria di Vujadin Boškov fece parte di una retroguardia imperniata sulla classica marcatura a uomo, per poi agire da «libero aggiunto» nella difesa a zona di Sven-Göran Eriksson, con licenza di avventurarsi fuori area per anticipare l'attaccante avversario o per calciare le punizioni fischiate nella propria trequarti: tale moderna interpretazione del ruolo, frutto di una certa vocazione offensiva già mostrata in precedenza, gli consentì di non patire le innovazioni tattiche e regolamentari dei primi anni 1990, agevolando peraltro la sua ascesa a numero uno della nazionale di Arrigo Sacchi. Ricoprì un ruolo simile anche nell'Inter, durante la gestione di Roy Hodgson, tornando a svolgere compiti più tradizionali sotto la guida tecnica di Luigi Simoni.
Elegante negli interventi, ebbe come punto di riferimento Dino Zoff, ma le sue movenze furono accostate a quelle del più spettacolare Enrico Albertosi: in giovane età tendeva infatti a concedersi «qualche stravaganza» in campo, sconfinando talvolta nella platealità; negli anni successivi mitigò tale propensione, mostrandosi più essenziale e sicuro. Per buona parte della carriera fu supportato da una notevole tenuta fisica, che gli permise di restare in campo fino a quarant'anni e di disputare interi campionati senza saltare nessun incontro: degna di nota è la striscia di 247 partite consecutive giocate dal 2000 al 2007 tra Serie A e B. Era inoltre abile nell'opporsi ai calci di rigore: prima di essere superato da Samir Handanovič nel 2020, è stato il recordman della Serie A per penalty neutralizzati (24 su 91).
Dotato di forte personalità, aveva un rendimento costante e quasi sempre adeguato all'importanza della posta in palio – Boškov lo considerava «una sicurezza, decisivo nelle partite cruciali» –, al netto di occasionali periodi di flessione. Il tecnico Mircea Lucescu, che lo allenò per alcuni mesi all'Inter, lo definì «il migliore al mondo» nell'uno contro uno con la punta avversaria: Pagliuca, al contrario, riteneva di non brillare in tale circostanza, respingendo invece le critiche in merito a una sua presunta reticenza alle uscite alte, nelle quali si faceva generalmente apprezzare, pur senza eccellere.

### Preparatore
Durante la sua esperienza da allenatore di squadre giovanili si è detto attento alla serenità dei propri calciatori, chiamati a giocare con impegno ma senza «l'assillo del risultato». Come preparatore di giovani portieri considera prioritaria la bravura tra i pali, ritenendo utile ma non fondamentale l'abilità col pallone tra i piedi.

## Carriera

### Giocatore

#### Club

##### Gli esordi
Mosse i primi passi da giocatore nella Polisportiva Ceretolese, giocando come centrocampista, attaccante e, occasionalmente, come portiere; intorno ai 13 anni iniziò a giocare stabilmente in porta, e dopo un anno nel Casteldebole proseguì la propria carriera giovanile nel Bologna, dove approdò nel 1982 su segnalazione di Pietro Battara.

##### Sampdoria

###### 1986-1991
(Paolo Mantovani, presidente della Sampdoria dal 1979 al 1993)

Pagliuca in uscita orizzontale per la Sampdoria nel campionato 1987-1988

Nel 1986 passò in prestito alla Sampdoria, con la quale fu finalista del Torneo di Viareggio: le qualità messe in mostra durante la competizione convinsero il presidente Paolo Mantovani ad acquistarlo a titolo definitivo per circa 300 milioni di lire. Inizialmente destinato a un prestito in Serie C per la stagione 1987-1988, entrò invece in prima squadra su indicazione di Battara – divenuto nel frattempo preparatore dei portieri della Sampdoria –, facendo da riserva a Guido Bistazzoni. Dopo aver debuttato, il 6 settembre 1987, nel girone eliminatorio di Coppa Italia contro il Torino, esordì in Serie A l'8 maggio 1988, nella partita Sampdoria-Pisa conclusasi 0-0. Fu poi preferito a Bistazzoni nella doppia finale di Coppa Italia contro il Torino, segnalandosi per un'ottima prova nella gara di ritorno che vide la Sampdoria prevalere ai supplementari. A fine stagione fu convocato come terzo portiere per i Giochi olimpici di Seul 1988.

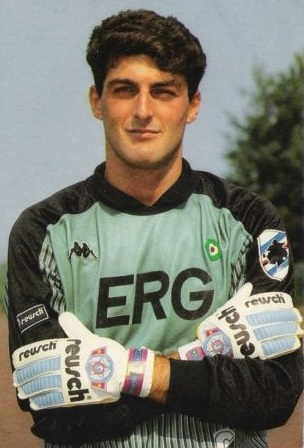
Pagliuca in blucerchiato nel 1989

Promosso titolare da Vujadin Boškov, suo estimatore, nel biennio successivo Pagliuca vinse un'altra Coppa Italia (1988-1989) e raggiunse per due volte di seguito la finale di Coppa delle Coppe UEFA: sconfitta per 2-0 dal Barcellona nell'edizione 1988-1989, l'anno successivo la Sampdoria conquistò il trofeo per l'unica volta nella sua storia, battendo l'Anderlecht con lo stesso risultato. Grazie a questo successo i blucerchiati presero parte alla Supercoppa Europea, perdendola nella doppia sfida contro i campioni d'Europa del Milan. La Sampdoria disputò inoltre, in virtù delle due vittorie in Coppa Italia, due finali di Supercoppa italiana (1988 e 1989), perse rispettivamente contro Milan e Inter. Affermatosi come uno dei più promettenti portieri italiani, Pagliuca entrò nel giro della nazionale maggiore, con la quale partecipò da riserva al campionato del mondo 1990.
Nella stagione 1990-1991 la Sampdoria conquistò da «outsider» uno storico scudetto, epilogo di un'annata che vide Pagliuca protagonista di numerosi interventi decisivi: su tutti, spicca il rigore parato a Lothar Matthäus nella vittoriosa trasferta contro l'Inter, in cui l'estremo difensore dei genovesi salvò a più riprese il risultato. La respinta sul penalty di Matthäus consolidò la fama di para-rigori che Pagliuca aveva iniziato a costruirsi nei mesi precedenti, quando in Coppa Italia ne aveva parato uno alla Cremonese a partita in corso e tre al Torino dopo i tempi supplementari; il trofeo sarà poi vinto dalla Roma, che negherà il double alla Sampdoria sconfiggendola in finale. Tra gli altri episodi degni di nota, si ricorda il concitato finale della gara di andata contro il Torino in campionato, persa per 2-1: spintosi in avanti alla ricerca del pari, Pagliuca centrò il palo con un colpo di testa, azione comunque viziata da un presunto fuorigioco che esacerbò gli animi; al termine della partita, una veemente polemica del portiere nei confronti dell'arbitro fu punita con due giornate di squalifica. Il rendimento profuso nel corso della stagione valse a Pagliuca la 6ª posizione nella classifica IFFHS dei migliori portieri del 1991, la candidatura al Pallone d'oro (21º posto) e l'esordio in nazionale.

###### 1991-1994
Nella stagione 1991-1992, iniziata con la conquista della prima Supercoppa italiana della sua storia, la Sampdoria partecipò, sempre per la prima volta, alla Coppa dei Campioni, giunta alla sua ultima edizione prima della rinomina in UEFA Champions League: il debutto di Pagliuca e del club nella massima competizione europea avvenne il 18 settembre 1991 in occasione del 5-0 inflitto al Rosenborg. Le successive vittorie nelle gare di ritorno contro i belgi dell'Anderlecht e la Stella Rossa garantirono comunque alla Sampdoria il primo posto che le valse la finale di Wembley contro il Barcellona, persa per 1-0. L'incontro, a lungo in equilibrio grazie anche alle prodezze di un Pagliuca stavolta in grande spolvero, fu deciso ai supplementari da un calcio di punizione di Ronald Koeman: il gol sollevò qualche interrogativo sulle effettive responsabilità dei giocatori in barriera e del portiere, trafitto sul proprio palo ma in parte discolpato dalla notevole potenza del tiro, che impresse al pallone una velocità di circa 112 km/h.

Pagliuca festeggia la vittoria della Coppa Italia 1993-1994

Pagliuca fu dunque chiamato, nella stagione 1992-1993, a misurarsi con il nuovo regolamento in cui venne introdotto il divieto per i portieri di raccogliere il pallone con le mani in caso di retropassaggio volontario di un compagno: un cambiamento, questo, che metterà in difficoltà gli estremi difensori meno avvezzi al gioco coi piedi. Pagliuca, che in estate si era detto pronto ad adeguarsi sia alle innovazioni regolamentari sia alla difesa a zona del nuovo allenatore Sven-Göran Eriksson, tornò a offrire alti livelli di rendimento, grazie anche a un'interpretazione più moderna e spregiudicata del proprio ruolo, riaffermandosi tra i migliori numeri uno della Serie A e battendo la concorrenza di Luca Marchegiani per il posto da titolare in nazionale; tuttavia, la sua stagione terminò anzitempo a causa di un serio incidente stradale occorsogli nel maggio 1993, che gli provocò la frattura di una clavicola e uno pneumotorace.
Rientrato in tempo per l'inizio dell'annata 1993-1994, chiuse il ciclo in maglia blucerchiata dopo aver contribuito in modo determinante alla vittoria di una terza Coppa Italia: decisivo ai tiri di rigore contro Pisa e Roma, con cinque penalty respinti in totale, fu tra i migliori in campo nella semifinale contro il Parma e nella finale d'andata contro l'Ancona. La sua ultima stagione nella Sampdoria, cui fece seguito il campionato del mondo 1994 disputato da titolare con l'Italia, gli varrà un altro 6º posto nella classifica dei migliori portieri dell'anno stilata dall'IFFHS.
Nelle file del club genovese conta 198 presenze in campionato – che lo rendono il portiere doriano con più apparizioni in Serie A – e 286 complessive.

##### Inter

###### 1994-1997

Pagliuca presidia l'area di rigore dell'Inter nella stagione 1994-1995

Voluto da Ottavio Bianchi ed Ernesto Pellegrini, Pagliuca passò all'Inter per la stagione 1994-1995, inizialmente a malincuore e dopo una lunga trattativa: alla Sampdoria andarono 8 miliardi di lire più i cartellini di Walter Zenga e Riccardo Ferri, per un totale di circa 12 miliardi. Esordì in maglia nerazzurra il 22 agosto 1994, nel 3-0 esterno sulla Lodigiani valido per i turni eliminatori di Coppa Italia. Chiamato a non far rimpiangere Zenga, il portiere si dimostrò all'altezza del compito, offrendo ottime prestazioni, ma la stagione della squadra si rivelò scialba: l'Inter fu eliminata dalla Coppa UEFA già a settembre, battuta dall'Aston Villa ai rigori nonostante la parata di Pagliuca sul tiro di Guy Whittingham; complici i risultati deludenti, il presidente Pellegrini passò il testimone a Massimo Moratti. Il sesto posto in Serie A, conquistato all'ultima giornata, valse comunque la qualificazione alla successiva Coppa UEFA.
Non convocato per il campionato d'Europa 1996 con la nazionale maggiore, il portiere fu in compenso selezionato come fuoriquota per i Giochi olimpici di Atlanta, dove fu titolare.

Pagliuca in maglia nerazzurra nel campionato 1995-1996

Nella stagione 1996-1997 i risultati furono più brillanti: rafforzata nel reparto offensivo dagli arrivi di Youri Djorkaeff e Iván Zamorano, in Serie A l'Inter battagliò con il Parma per il secondo posto alle spalle della Juventus – un piazzamento che avrebbe garantito l'accesso alla Champions League 1997-1998 –, dovendosi infine accontentare della terza piazza. Nuovamente semifinalista di Coppa Italia, l'Inter raggiunse inoltre la finale di Coppa UEFA, venendo sconfitta in entrambi i casi ai tiri di rigore, rispettivamente da Napoli e Schalke 04: in tali occasioni, tutti i rigoristi avversari riuscirono con freddezza a battere Pagliuca, che ai sedicesimi di Coppa UEFA era stato invece decisivo nella lotteria dal dischetto contro il Grazer AK, in cui aveva parato il tiro di Erwin Dampfhofer. Chiamato ad agire da sweeper-keeper alle spalle della difesa a zona di Hodgson, l'estremo difensore dell'Inter ebbe un rendimento molto elevato sia in Europa, dove fu il trascinatore della squadra insieme all'attaccante Maurizio Ganz, sia in Serie A, dove ebbe la più alta media voto del campionato nelle pagelle della stampa specializzata – a pari merito con Angelo Peruzzi e Lilian Thuram –, venendo quindi premiato col Guerin d'oro; l'ottimo stato di forma gli valse inoltre il ritorno in nazionale nonché le nomination per il titolo di Migliore portiere AIC e per il Pallone d'oro.

###### 1997-1999
Agli ordini del nuovo tecnico Luigi Simoni, l'Inter si presentò ai nastri di partenza dell'annata 1997-1998 forti dell'acquisto di Ronaldo e di una rosa rinnovata in tutti i reparti. All'infuori di un'eclatante eliminazione in Coppa Italia per mano del Milan, l'Inter disputò la sua migliore stagione degli anni 1990, ingaggiando un lungo duello con la Juventus per la vittoria dello scudetto, culminato nella partita di ritorno tra i due club: il 26 aprile 1998, nonostante un rigore parato da Pagliuca ad Alessandro Del Piero, l'Inter fu sconfitta per 1-0 in una gara caratterizzata dal celebre contrasto nell'area juventina tra Mark Iuliano e Ronaldo, giudicato regolare dall'arbitro Piero Ceccarini e fonte di accese polemiche. La sconfitta segnò di fatto la fine delle ambizioni di vittoria dell'Inter, il cui secondo posto in classifica valse comunque l'accesso alla successiva edizione della Champions League. Membro della difesa meno battuta della Serie A, secondo le pagelle de La Gazzetta dello Sport Pagliuca fu il miglior portiere del campionato. Frattanto, con il proprio numero uno ancora sugli scudi, l'Inter raggiunse per il secondo anno consecutivo la finale di Coppa UEFA – eliminando tra le altre squadre lo Schalke 04 campione in carica – e il 6 maggio vinse la competizione, battendo la Lazio per 3-0 al Parco dei Principi: nell'occasione, Pagliuca sollevò da capitano l'unico trofeo conquistato nella sua esperienza milanese. A suggello di prestazioni eccellenti, e dopo aver nel frattempo disputato un ottimo campionato del mondo 1998 con la nazionale, Pagliuca sarà candidato per la seconda volta di fila al premio di Migliore portiere AIC e al Pallone d'oro, ottenendo inoltre il 5º posto nella classifica IFFHS dei migliori portieri dell'anno.
Nell'annata 1998-1999, Pagliuca esordì in Champions League, scendendo in campo nel 4-0 contro lo Skonto del 12 agosto 1998, partita valida per il secondo turno preliminare. Nonostante il prestigioso acquisto di Roberto Baggio, la stagione dell'Inter non fu però all'altezza delle aspettative: un avvio incerto in campionato e un gioco ritenuto poco convincente causarono l'esonero di Simoni dopo 11 giornate, sebbene l'Inter avesse ipotecato, pochi giorni prima, la qualificazione ai quarti di finale di Champions League con un'importante vittoria sul Real Madrid; guidata, in successione, da altri tre allenatori (Lucescu, Castellini e Hodgson), la squadra piombò in una lunga crisi che si ripercosse sulla serenità del gruppo, finendo per condizionare anche il rendimento di Pagliuca, meno brillante rispetto alle stagioni precedenti. Il deludente ottavo posto in Serie A fu in parte compensato dal raggiungimento della semifinale di Coppa Italia, che permise all'Inter di restare in corsa per l'Europa, ma lo spareggio contro il Bologna valido per l'approdo in Coppa UEFA vide gli emiliani imporsi con un doppio 2-1: sulla sconfitta nerazzurra pesò l'errore di Pagliuca in occasione del gol di Kennet Andersson nella gara di andata.
Nonostante le sue prestazioni fossero state comunque tra le migliori della squadra – «Per come hanno reso, credo che l'Europa la meritino in tre: Pagliuca, Cauet e Simeone», scrisse Gianni Mura su la Repubblica sul finire del campionato –, l'ipotesi di una mancata riconferma del portiere, ventilata da mesi, fu confermata a fine stagione: nell'ottica di un profondo rinnovamento della rosa, affidata a Marcello Lippi, Pagliuca lasciò malvolentieri il club dopo aver totalizzato 165 presenze in campionato (di cui 162 consecutive) e 234 fra tutte le competizioni, sostituito da Angelo Peruzzi tra i pali nerazzurri. In vista del suo congedo, fu definito da La Gazzetta dello Sport «il miglior giocatore dell'Inter delle ultime cinque stagioni». Di grande spessore furono le sue prestazioni nei derby di Milano: con lui in porta, l'Inter non perse nessuna delle 10 sfide di campionato disputate contro il Milan dal 1994 al 1999; la sua parata su un tiro ravvicinato di Oliver Bierhoff, nella stracittadina dell'8 novembre 1998, è annoverata fra le più belle nella storia del calcio italiano.

##### Bologna

###### 1999-2003

Pagliuca al Bologna nella stagione 1999-2000

Per la stagione 1999-2000 Pagliuca fece ritorno nella propria città, trasferendosi a titolo gratuito al Bologna, con cui esordì il 28 agosto 1999 nello 0-0 casalingo contro il Torino. Al suo primo anno sotto le due torri disputò la Coppa UEFA, cui il Bologna si era qualificato battendo l'Inter nel succitato spareggio del maggio 1999: in Europa i felsinei raggiunsero i sedicesimi di finale superando lo Zenit San Pietroburgo e l'Anderlecht, grazie anche a un'ottima prova di Pagliuca nella gara di ritorno contro i belgi, per poi essere eliminati dal Galatasaray, futuro vincitore del trofeo. Il campionato, dopo un inizio negativo che comportò l'avvicendamento in panchina tra Sergio Buso e Francesco Guidolin, fu concluso in 11ª posizione, con Pagliuca che rimase imbattuto per 559 minuti consecutivi e mantenne la porta inviolata, insieme al suo vice Paolo Orlandoni, in 15 partite su 34. Il piazzamento finale fu lievemente migliorato nell'annata successiva, chiusa al 10º posto.
Nel primo biennio in maglia rossoblù, a suo giudizio, Pagliuca fu piuttosto costante nella stagione d'esordio, commettendo qualche errore in più nella seconda, a fronte però di un maggior numero di interventi decisivi. In quest'arco di tempo fu vittima di due spiacevoli episodi: il primo avvenne durante la partita di Coppa Italia del 12 ottobre 1999 disputata a Marassi contro la Sampdoria, sua ex squadra, quando un gruppo di tifosi avversari tirò dei rubinetti in prossimità della sua porta, costringendo gli arbitri Rosetti e Paparesta a sospendere l'incontro; il secondo risale alla partita del 1º aprile 2001 contro il Parma al Tardini, quando alcuni sostenitori della squadra di casa bersagliarono il portiere di vermi.
La stagione 2001-2002 rappresentò per il club un deciso miglioramento in termini di prestazioni e di classifica. Il 7º posto in campionato fu il miglior risultato ottenuto nell'era Gazzoni, nonostante un epilogo molto amaro, in cui il Bologna vide sfumare in extremis sia la qualificazione in Champions League sia quella in Coppa UEFA: la sconfitta per 3-0 patita contro il Brescia all'ultima giornata relegò infatti gli emiliani in Coppa Intertoto; ininfluente fu, nell'occasione, la parata di Pagliuca – autore di un buon campionato – su un rigore di Roberto Baggio, il quale riuscì a ribattere in rete siglando il secondo gol dell'incontro.
In Intertoto, i rossoblù furono sconfitti in finale dal Fulham, perdendo 3-1 in trasferta dopo aver pareggiato 2-2 in casa; tramontata quindi la possibilità di partecipare alla Coppa UEFA, il Bologna chiuse all'11º posto un'anonima stagione 2002-2003, e un Guidolin giunto alla fine del proprio ciclo fu sostituito in panchina da Carlo Mazzone appena prima dell'inizio del campionato successivo.

###### 2003-2006
La prima stagione agli ordini del nuovo allenatore, la 2003-2004, fu piuttosto scialba per la squadra, 12ª classificata, ma ottima per il portiere: reduce da un campionato non esaltante, con l'arrivo di Mazzone Pagliuca apparve infatti rigenerato, grazie anche a un cambio di preparazione fisica che, a dispetto dei 37 anni di età, lo rese atleticamente più brillante. Inoltre, il 21 settembre 2003, Pagliuca disputò contro l'Udinese la sua 500ª presenze in Serie A, diventando il decimo calciatore (terzo tra i portieri dopo Enrico Albertosi e Dino Zoff) a raggiungere tale traguardo.
Con l'obiettivo di migliorare i risultati ottenuti l'anno passato, il Bologna disputò una stagione 2004-2005 per lunghi tratti positiva, piazzandosi a ridosso della zona-UEFA a circa due mesi dal termine del torneo. Contestualmente, Pagliuca si confermò in grande spolvero e disputò uno dei suoi migliori campionati, tanto da spingere Mazzone a elogiarne pubblicamente le prestazioni – «Penso che Buffon e Dida non si offenderanno se dico che in questo momento Pagliuca è il miglior portiere di Serie A» –; tuttavia, un improvviso calo manifestatosi nel finale di stagione rese sempre più deficitaria la classifica dei felsinei, che finirono invischiati nella lotta per non retrocedere. Il terzultimo posto finale costrinse il Bologna allo spareggio contro il Parma: nonostante la vittoria per 1-0 nella gara d'andata, in cui Pagliuca salvò più volte il risultato, gli emiliani furono sconfitti 2-0 nella partita di ritorno al Dall'Ara, retrocedendo in Serie B. Malgrado l'inatteso epilogo – «[...] avevamo chiuso la stagione con la quarta miglior difesa della Serie A. Pazzesco» –, Pagliuca risultò il giocatore con la media più alta del campionato nelle pagelle della stampa sportiva, venendo premiato con il Guerin d'oro come avvenuto 8 anni prima.
Pagliuca lasciò il Bologna al termine dell'annata 2005-2006, dopo aver preso parte al suo unico torneo di Serie B, mancando all'ultima giornata l'accesso ai play-off. Con il club felsineo, di cui fu capitano nelle ultime due stagioni, arrivò a disputare 226 partite di campionato consecutive (228 contando anche il suddetto spareggio contro il Parma), stabilendo un nuovo record per un giocatore rossoblù: il precedente primato apparteneva a un altro estremo difensore, Mario Gianni, che si fermò a quota 172. In totale disputò 270 incontri, di cui 206 in Serie A.

##### Ascoli
Conclusa l'esperienza al Bologna, Pagliuca firmò per l'Ascoli, ritrovando la massima serie alle soglie dei 40 anni. Debuttò il 19 agosto 2006 nel 6-0 esterno sul Cervia, valido per il primo turno preliminare di Coppa Italia. Il 17 settembre, alla seconda giornata di campionato, toccò quota 571 presenze in Serie A scendendo in campo contro il Messina: in tal modo superò Dino Zoff e divenne il portiere con più apparizioni nel massimo campionato italiano. In seguito allungò fino a 247 incontri la sua striscia di partite disputate consecutivamente, prima di essere bloccato da problemi alla schiena; fu poi colpito da un virus influenzale prima della sfida contro il Livorno, valida per la 24ª giornata, e una volta ristabilitosi non ritrovò posto in squadra, poiché di lì in avanti l'allenatore Nedo Sonetti, che nel frattempo aveva rilevato Attilio Tesser, gli preferì Dīmītrios Eleutheropoulos, portiere di riserva fino a quel momento. A fine campionato l'Ascoli si classificò 19º, retrocedendo in Serie B.
Scaduto il contratto con l'Ascoli, con cui disputò 23 incontri di campionato, Pagliuca concluse la propria carriera dopo aver totalizzato 592 presenze in Serie A, che al momento del suo ritiro lo ponevano al secondo posto della relativa classifica, dietro a Paolo Maldini; rimarrà primo tra i portieri fino al 2016, quando verrà superato da Gianluigi Buffon. Avendo giocato l'ultima partita il 18 febbraio 2007, Pagliuca rientra inoltre nella cerchia dei calciatori capaci di scendere in campo in Serie A a 40 anni compiuti.

#### Nazionale

##### Nazionali giovanili
Sul finire del 1987, in concomitanza con la sua prima stagione in Serie A, fu convocato nell'Under-21 di Cesare Maldini per due gare di qualificazione al campionato d'Europa 1988 (Svizzera-Italia del 16 ottobre e Italia-Svezia del 12 novembre), senza scendere in campo. Il 14 novembre 1989 disputò, da fuoriquota, la sua unica partita con gli azzurrini, un'amichevole contro l'Inghilterra B conclusasi 1-1.
Con l'Italia olimpica prese parte a due edizioni dei Giochi: nel 1988 fu convocato da Francesco Rocca come rincalzo di Stefano Tacconi e Giuliano Giuliani, chiudendo il torneo al quarto posto; nel 1996, fuoriquota, fu convocato come titolare da Maldini, con il compito di favorire la crescita del suo giovane vice Gianluigi Buffon. Nonostante l'ottimo rendimento del portiere, tra i migliori elementi della spedizione azzurra, l'Italia non andò oltre la fase a gironi, classificandosi ultima con due sconfitte e una vittoria.

##### Nazionale maggiore

###### 1989-1994
Entrò nel giro della nazionale maggiore nel 1989, quando il CT Azeglio Vicini lo convocò per l'amichevole del 20 settembre contro la Bulgaria, in sostituzione dell'infortunato Tacconi. In seguito fu chiamato come terzo portiere, dietro Walter Zenga e lo stesso Tacconi, per il campionato del mondo 1990, concluso al terzo posto. L'anno seguente scavalcò Tacconi nel ruolo di vice di Zenga, debuttando il 16 giugno 1991 nell'ultimo atto del Torneo Scania 100, vinto ai tiri di rigore contro l'Unione Sovietica grazie anche alla sua parata sul tentativo di Vasilij Kul'kov.

Pagliuca (in piedi, terzo da destra) in nazionale nel 1991

Sul finire dello stesso anno, le gerarchie dei portieri furono scosse dalla mancata qualificazione al campionato d'Europa 1992 e dalla conseguente sostituzione di Vicini con Arrigo Sacchi: la prima uscita dell'Italia con Sacchi in panchina (13 novembre 1991, ininfluente 1-1 contro la Norvegia), vide Pagliuca – all'esordio da titolare – tra i pali, ma Zenga riuscì comunque a mantenere il posto fino all'anno successivo, quando fu congedato e sostituito dall'emergente Luca Marchegiani; una prestazione mediocre di quest'ultimo contro la Svizzera, durante le qualificazioni al campionato del mondo 1994, determinò infine la promozione di Pagliuca, che dal 18 novembre 1992 (Scozia-Italia 0-0) divenne il nuovo numero uno azzurro. Nel successivo impegno contro Malta parò un rigore a Kristian Laferla, contribuendo a una sofferta vittoria per 2-1.
Dopo aver concorso alla qualificazione dell'Italia con una serie di prove convincenti, nel corso del Mondiale Pagliuca offrì inizialmente prestazioni inferiori alle attese, oltre a essere coinvolto in diversi episodi sfortunati: colto fuori posizione da un tiro di Ray Houghton nel match inaugurale perso contro l'Irlanda (1-0), nel successivo impegno con la Norvegia fu espulso per aver toccato il pallone con una mano fuori dall'area di rigore, divenendo così il primo portiere a ricevere un cartellino rosso durante la fase finale di un Mondiale. Nell'occasione, passò alla storia la polemica di Roberto Baggio nei confronti di Sacchi, che richiamò in panchina il numero 10 azzurro per far posto al portiere di riserva Marchegiani. Squalificato per due turni, Pagliuca fu sostituito dallo stesso Marchegiani nell'ultimo incontro del girone contro il Messico e nell'ottavo di finale contro la Nigeria.
L'ottimo rendimento offerto dal suo vice mise in discussione il rientro di Pagliuca al termine della squalifica: tuttavia, dopo qualche tentennamento, Sacchi optò per il reintegro del bolognese, che risultò determinante nel 2-1 sulla Spagna ai quarti di finale, impedendo con un salvataggio di piede straordinario (per tempismo e senso della posizione) che Julio Salinas portasse in vantaggio la Roja a pochi minuti dalla fine. Quasi inoperoso nella semifinale vinta 2-1 contro la Bulgaria, incappò tuttavia in un altro episodio sfavorevole, provocando incolpevolmente il rigore con cui gli avversari accorciarono le distanze. L'altalena di emozioni e di rendimento ebbe il culmine nella finale contro il Brasile: poco dopo aver sventato un'occasione da gol con una pronta uscita su Romário, Pagliuca commise un eclatante errore alla mezz'ora della ripresa, quando un tiro dalla lunga distanza di Mauro Silva gli sfuggì di mano e si infranse sul palo, al quale il portiere azzurro mandò un iconico bacio per aver impedito che il pallone finisse in rete. Dopo 120 minuti senza gol, l'Italia si arrese ai rigori: Pagliuca rimediò all'errore di Franco Baresi respingendo il tiro di Márcio Santos (dimostrando ancora una volta la sua fama di "para-rigori") ma i successivi sbagli di Daniele Massaro e Roberto Baggio determinarono la sconfitta degli azzurri (2-3).. Complessivamente il Mondiale Usa '94 fu positivo per Pagliuca che nelle ultime 3 partite dimostrò senza dubbio di essere uno dei portieri migliori al mondo.

###### 1994-1998
Seppur reduce da un Mondiale «non esaltante», Pagliuca continuò a essere la prima scelta di Sacchi per tutto il 1994, indossando anche la fascia da capitano in un'amichevole di fine anno con la Turchia; tuttavia, alcune insicurezze mostrate nelle prime gare di qualificazione al campionato d'Europa 1996 misero in discussione la sua titolarità, tanto che la stampa specializzata ipotizzò la promozione di Sebastiano Rossi, convocato due volte come riserva, a nuovo numero uno azzurro. L'ascesa di Rossi fu però frenata dalla prepotente affermazione di Angelo Peruzzi, che nei mesi seguenti divenne il principale candidato alla successione di Pagliuca: agevolato dall'appartenenza al reparto difensivo della Juventus, tatticamente più affine all'idea di calcio di Sacchi rispetto a quello dell'Inter, nel marzo 1995 Peruzzi approfittò di un infortunio occorso al bolognese per sostituirlo nei due impegni con Estonia e Ucraina, e il «gran rientro» di Pagliuca contro la Lituania, con Peruzzi a sua volta infortunato, non impedì al contendente di scavalcarlo definitivamente a partire dal match di settembre con la Slovenia. Non ritenendo opportuno che l'ex titolare facesse da secondo al più giovane collega – «Pagliuca è una prima scelta, non posso chiamarlo a far panchina» –, Sacchi lo estromise dalle successive convocazioni, pur senza escludere un suo eventuale ritorno e smentendo seccamente le voci secondo cui la sua bocciatura fosse dovuta a un'intervista «a luci rosse» pubblicata sul settimanale Epoca; ciò nonostante, l'ultima apparizione di Pagliuca agli ordini del CT romagnolo rimarrà l'amichevole contro la Germania del 21 giugno 1995, dopo la quale il portiere resterà lontano dal giro azzurro per due anni.
Nonostante l'esclusione dalla selezione azzurra, molti anni dopo il tecnico di Fusignano inserì Pagliuca nella sua top 11, ritenendolo il miglior portiere da lui allenato.
Reduce da un deludente campionato d'Europa 1996, in cui le riserve di Peruzzi furono Francesco Toldo e Luca Bucci, nel dicembre dello stesso anno Sacchi fu sostituito sulla panchina azzurra dall'ex CT dell'Under-21 e dell'Italia olimpica Cesare Maldini, il quale nel frattempo aveva convocato Pagliuca come fuoriquota per i Giochi di Atlanta. Sebbene nei primi mesi della sua gestione Maldini avesse confermato Peruzzi come titolare e Toldo come dodicesimo, nel giugno 1997 decise di reintegrare Pagliuca in occasione del Torneo di Francia: il portiere, reduce da una stagione molto brillante, risultò tra i migliori in campo nel 3-3 contro il Brasile, gara annoverata fra le più belle amichevoli mai disputate dalla nazionale italiana. Da quel momento, a discapito di Toldo, Pagliuca divenne la prima riserva di Peruzzi, sostituendolo per infortunio nell'andata del decisivo spareggio con la Russia, valido per le qualificazioni al campionato del mondo 1998: dovette però abbandonare il campo dopo 32' a causa di uno scontro di gioco con Andrej Kančel'skis, lasciando spazio all'esordiente Gianluigi Buffon. Ottenuto il pass per il Mondiale, Pagliuca fu confermato come secondo portiere battendo la concorrenza di Buffon, e poi promosso titolare a causa dello stiramento occorso a Peruzzi pochi giorni prima dell'inizio della competizione.
A differenza del Mondiale precedente, dove aveva avuto un rendimento altalenante, in Francia Pagliuca fu uno dei migliori elementi della spedizione azzurra e si distinse per ottimi interventi, in particolar modo nell'ottavo di finale contro la Norvegia, vinto per 1-0: nei minuti finali dell'incontro fermò sulla linea di porta un colpo di testa da distanza ravvicinata di Tore André Flo, con una parata che richiamò alla memoria quella compiuta da Dino Zoff contro il Brasile durante il campionato del mondo 1982. Il cammino dell'Italia si interruppe nel successivo quarto di finale contro i padroni di casa della Francia: sul finire dei tempi supplementari Pagliuca mantenne lo 0-0 con una provvidenziale uscita su Youri Djorkaeff, mentre ai tiri di rigore parò il penalty di Bixente Lizarazu; tuttavia, i successivi errori di Demetrio Albertini e Luigi Di Biagio comportarono per gli azzurri la terza eliminazione consecutiva dal dischetto. Pochi giorni prima della finale, la FIFA rese noto l'elenco dei 38 migliori giocatori del torneo, nel quale il bolognese risultò uno dei quattro portieri inclusi, nonché l'unico italiano insieme a Christian Vieri.
Non confermato dal nuovo commissario tecnico Zoff – un'esclusione mal digerita da Pagliuca, che non si aspettava un congedo repentino –, il portiere concluse la propria carriera in nazionale con 39 presenze (2 delle quali da capitano) e 27 reti subite. Singolare sarà la sua presenza nella formazione FIFA World Stars in un'amichevole disputata contro l'Italia nel dicembre 1998, per celebrare il centenario della FIGC.

### Dopo il ritiro
Ritiratosi, ha intrapreso una carriera da opinionista per le emittenti Sky e Mediaset Premium, e nel 2009 ha conseguito il patentino di allenatore. In seguito ha coordinato la preparazione dei portieri delle giovanili del Bologna, per poi allenare, nella stagione 2014-2015, i Giovanissimi Nazionali della compagine felsinea. Dal 2016 al 2020 è stato il preparatore dei portieri della Primavera rossoblù.
Ha inoltre giocato, sempre come portiere, nella nazionale italiana di beach soccer.
Nel 2022 ha pubblicato Volare libero, la sua autobiografia, scritta con Federico Calabrese per la casa editrice Minerva.
Nel luglio del 2024 torna al Bologna come coordinatore dell'area portieri.

## Statistiche

### Presenze e reti nei club
Statistiche aggiornate al 27 maggio 2007.
| Stagione         | Squadra          | Campionato       | Campionato | Campionato | Coppa Italia | Coppa Italia | Coppa Italia | Coppe continentali | Coppe continentali | Coppe continentali | Altre coppe | Altre coppe | Altre coppe | Totale | Totale |
| Stagione         | Squadra          | Comp             | Pres       | Reti       | Comp         | Pres         | Reti         | Comp               | Pres               | Reti               | Comp        | Pres        | Reti        | Pres   | Reti   |
| ---------------- | ---------------- | ---------------- | ---------- | ---------- | ------------ | ------------ | ------------ | ------------------ | ------------------ | ------------------ | ----------- | ----------- | ----------- | ------ | ------ |
| 1987-1988        | Sampdoria        | A                | 2          | -1         | CI           | 5            | -4           | -                  | -                  | -                  | -           | -           | -           | 7      | -5     |
| 1988-1989        | Sampdoria        | A                | 33         | -25        | CI           | 11           | -7           | CdC                | 9                  | -9                 | SI          | 1           | -3          | 54     | -44    |
| 1989-1990        | Sampdoria        | A                | 34         | -26        | CI           | 4            | -3           | CdC                | 9                  | -4                 | SI          | 1           | -2          | 48     | -35    |
| 1990-1991        | Sampdoria        | A                | 32         | -22        | CI           | 10           | -10          | CdC                | 6                  | -6                 | SU          | 2           | -3          | 50     | -41    |
| 1991-1992        | Sampdoria        | A                | 34         | -31        | CI           | 8            | -7           | CC                 | 11                 | -10                | SI          | 1           | 0           | 54     | -48    |
| 1992-1993        | Sampdoria        | A                | 29         | -39        | CI           | 0            | 0            | -                  | -                  | -                  | -           | -           | -           | 29     | -39    |
| 1993-1994        | Sampdoria        | A                | 34         | -39        | CI           | 10           | -6           | -                  | -                  | -                  | -           | -           | -           | 44     | -45    |
| Totale Sampdoria | Totale Sampdoria | Totale Sampdoria | 198        | -183       |              | 48           | -37          |                    | 35                 | -29                |             | 5           | -8          | 286    | -257   |
| 1994-1995        | Inter            | A                | 34         | -34        | CI           | 7            | -5           | CU                 | 2                  | -1                 | -           | -           | -           | 43     | -40    |
| 1995-1996        | Inter            | A                | 34         | -30        | CI           | 6            | -6           | CU                 | 2                  | -2                 | -           | -           | -           | 42     | -38    |
| 1996-1997        | Inter            | A                | 34         | -35        | CI           | 7            | -6           | CU                 | 12                 | -8                 | -           | -           | -           | 53     | -49    |
| 1997-1998        | Inter            | A                | 34         | -26        | CI           | 4            | -8           | CU                 | 11                 | -8                 | -           | -           | -           | 49     | -42    |
| 1998-1999        | Inter            | A                | 29         | -40        | CI           | 6+2          | -8 + -4      | UCL                | 10                 | -9                 | -           | -           | -           | 47     | -61    |
| Totale Inter     | Totale Inter     | Totale Inter     | 165        | -165       |              | 30+2         | -33 + -4     |                    | 37                 | -28                |             | -           | -           | 234    | -230   |
| 1999-2000        | Bologna          | A                | 32         | -39        | CI           | 3            | -5           | CU                 | 6                  | -7                 | -           | -           | -           | 41     | -51    |
| 2000-2001        | Bologna          | A                | 34         | -53        | CI           | 2            | -3           | -                  | -                  | -                  | -           | -           | -           | 36     | -56    |
| 2001-2002        | Bologna          | A                | 34         | -40        | CI           | 0            | 0            | -                  | -                  | -                  | -           | -           | -           | 34     | -40    |
| 2002-2003        | Bologna          | A                | 34         | -47        | CI           | 0            | 0            | Int                | 6                  | -7                 | -           | -           | -           | 40     | -54    |
| 2003-2004        | Bologna          | A                | 34         | -53        | CI           | 0            | 0            | -                  | -                  | -                  | -           | -           | -           | 34     | -53    |
| 2004-2005        | Bologna          | A                | 38+2       | -36 + -2   | CI           | 0            | 0            | -                  | -                  | -                  | -           | -           | -           | 40     | -38    |
| 2005-2006        | Bologna          | B                | 42         | -42        | CI           | 2            | -1           | -                  | -                  | -                  | -           | -           | -           | 44     | -43    |
| Totale Bologna   | Totale Bologna   | Totale Bologna   | 248+2      | -310 + -2  |              | 7            | -9           |                    | 12                 | -14                |             | -           | -           | 269    | -335   |
| 2006-2007        | Ascoli           | A                | 23         | -38        | CI           | 2            | -1           | -                  | -                  | -                  | -           | -           | -           | 25     | -39    |
| Totale carriera  | Totale carriera  | Totale carriera  | 634+2      | -696 + -2  |              | 87+2         | -80 + -4     |                    | 84                 | -71                |             | 5           | -8          | 814    | -861   |

### Cronologia presenze e reti in nazionale
| Cronologia completa delle presenze e delle reti in nazionale ― Italia | Cronologia completa delle presenze e delle reti in nazionale ― Italia | Cronologia completa delle presenze e delle reti in nazionale ― Italia | Cronologia completa delle presenze e delle reti in nazionale ― Italia | Cronologia completa delle presenze e delle reti in nazionale ― Italia | Cronologia completa delle presenze e delle reti in nazionale ― Italia | Cronologia completa delle presenze e delle reti in nazionale ― Italia | Cronologia completa delle presenze e delle reti in nazionale ― Italia |
| Data                                                                  | Città                                                                 | In casa                                                               | Risultato                                                             | Ospiti                                                                | Competizione                                                          | Reti                                                                  | Note                                                                  |
| --------------------------------------------------------------------- | --------------------------------------------------------------------- | --------------------------------------------------------------------- | --------------------------------------------------------------------- | --------------------------------------------------------------------- | --------------------------------------------------------------------- | --------------------------------------------------------------------- | --------------------------------------------------------------------- |
| 16-6-1991                                                             | Stoccolma                                                             | Italia                                                                | 1 – 1 dts (3 – 2 dtr)                                                 | Unione Sovietica                                                      | Torneo Scania 100 - Finale                                            | -                                                                     | 46’                                                                   |
| 25-9-1991                                                             | Sofia                                                                 | Bulgaria                                                              | 2 – 1                                                                 | Italia                                                                | Amichevole                                                            | -1                                                                    | 46’                                                                   |
| 13-11-1991                                                            | Genova                                                                | Italia                                                                | 1 – 1                                                                 | Norvegia                                                              | Qual. Euro 1992                                                       | -1                                                                    |                                                                       |
| 19-2-1992                                                             | Cesena                                                                | San Marino                                                            | 0 – 4                                                                 | Italia                                                                | Amichevole                                                            | -                                                                     | 46’                                                                   |
| 18-11-1992                                                            | Glasgow                                                               | Scozia                                                                | 0 – 0                                                                 | Italia                                                                | Qual. Mondiali 1994                                                   | -                                                                     |                                                                       |
| 19-12-1992                                                            | La Valletta                                                           | Malta                                                                 | 1 – 2                                                                 | Italia                                                                | Qual. Mondiali 1994                                                   | -1                                                                    |                                                                       |
| 20-1-1993                                                             | Firenze                                                               | Italia                                                                | 2 – 0                                                                 | Messico                                                               | Amichevole                                                            | -                                                                     |                                                                       |
| 24-2-1993                                                             | Porto                                                                 | Portogallo                                                            | 1 – 3                                                                 | Italia                                                                | Qual. Mondiali 1994                                                   | -1                                                                    |                                                                       |
| 24-3-1993                                                             | Palermo                                                               | Italia                                                                | 6 – 1                                                                 | Malta                                                                 | Qual. Mondiali 1994                                                   | -1                                                                    | 83’                                                                   |
| 14-4-1993                                                             | Trieste                                                               | Italia                                                                | 2 – 0                                                                 | Estonia                                                               | Qual. Mondiali 1994                                                   | -                                                                     |                                                                       |
| 1-5-1993                                                              | Berna                                                                 | Svizzera                                                              | 1 – 0                                                                 | Italia                                                                | Qual. Mondiali 1994                                                   | -1                                                                    |                                                                       |
| 22-9-1993                                                             | Tallinn                                                               | Estonia                                                               | 0 – 3                                                                 | Italia                                                                | Qual. Mondiali 1994                                                   | -                                                                     |                                                                       |
| 13-10-1993                                                            | Roma                                                                  | Italia                                                                | 3 – 1                                                                 | Scozia                                                                | Qual. Mondiali 1994                                                   | -1                                                                    |                                                                       |
| 17-11-1993                                                            | Milano                                                                | Italia                                                                | 1 – 0                                                                 | Portogallo                                                            | Qual. Mondiali 1994                                                   | -                                                                     |                                                                       |
| 16-2-1994                                                             | Napoli                                                                | Italia                                                                | 0 – 1                                                                 | Francia                                                               | Amichevole                                                            | -1                                                                    |                                                                       |
| 23-3-1994                                                             | Stoccarda                                                             | Germania                                                              | 2 – 1                                                                 | Italia                                                                | Amichevole                                                            | -2                                                                    |                                                                       |
| 3-6-1994                                                              | Roma                                                                  | Italia                                                                | 1 – 0                                                                 | Svizzera                                                              | Amichevole                                                            | -                                                                     |                                                                       |
| 11-6-1994                                                             | New Haven                                                             | Italia                                                                | 1 – 0                                                                 | Costa Rica                                                            | Amichevole                                                            | -                                                                     |                                                                       |
| 18-6-1994                                                             | New York                                                              | Italia                                                                | 0 – 1                                                                 | Irlanda                                                               | Mondiali 1994 - 1º turno                                              | -1                                                                    |                                                                       |
| 23-6-1994                                                             | New York                                                              | Italia                                                                | 1 – 0                                                                 | Norvegia                                                              | Mondiali 1994 - 1º turno                                              | -                                                                     | 21’                                                                   |
| 9-7-1994                                                              | Boston                                                                | Italia                                                                | 2 – 1                                                                 | Spagna                                                                | Mondiali 1994 - Quarti di finale                                      | -1                                                                    |                                                                       |
| 13-7-1994                                                             | New York                                                              | Italia                                                                | 2 – 1                                                                 | Bulgaria                                                              | Mondiali 1994 - Semifinale                                            | -1                                                                    |                                                                       |
| 17-7-1994                                                             | Los Angeles                                                           | Brasile                                                               | 0 – 0 dts (3 – 2 dtr)                                                 | Italia                                                                | Mondiali 1994 - Finale                                                | -                                                                     | 2º posto                                                              |
| 7-9-1994                                                              | Maribor                                                               | Slovenia                                                              | 1 – 1                                                                 | Italia                                                                | Qual. Euro 1996                                                       | -1                                                                    |                                                                       |
| 8-10-1994                                                             | Tallinn                                                               | Estonia                                                               | 0 – 2                                                                 | Italia                                                                | Qual. Euro 1996                                                       | -                                                                     |                                                                       |
| 16-11-1994                                                            | Palermo                                                               | Italia                                                                | 1 – 2                                                                 | Croazia                                                               | Qual. Euro 1996                                                       | -2                                                                    |                                                                       |
| 21-12-1994                                                            | Pescara                                                               | Italia                                                                | 3 – 1                                                                 | Turchia                                                               | Amichevole                                                            | -                                                                     | Cap. 46’                                                              |
| 26-4-1995                                                             | Vilnius                                                               | Lituania                                                              | 0 – 1                                                                 | Italia                                                                | Qual. Euro 1996                                                       | -                                                                     |                                                                       |
| 19-6-1995                                                             | Losanna                                                               | Svizzera                                                              | 0 – 1                                                                 | Italia                                                                | Torneo del Centenario della Federazione Svizzera                      | -                                                                     | Cap. 46’                                                              |
| 21-6-1995                                                             | Zurigo                                                                | Italia                                                                | 0 – 2                                                                 | Germania                                                              | Torneo del Centenario della Federazione Svizzera                      | -2                                                                    |                                                                       |
| 8-6-1997                                                              | Lione                                                                 | Italia                                                                | 3 – 3                                                                 | Brasile                                                               | Torneo di Francia                                                     | -3                                                                    |                                                                       |
| 11-6-1997                                                             | Parigi                                                                | Italia                                                                | 2 – 2                                                                 | Francia                                                               | Torneo di Francia                                                     | -2                                                                    |                                                                       |
| 29-10-1997                                                            | Mosca                                                                 | Russia                                                                | 1 – 1                                                                 | Italia                                                                | Qual. Mondiali 1998                                                   | -                                                                     | 32’                                                                   |
| 2-6-1998                                                              | Göteborg                                                              | Svezia                                                                | 1 – 0                                                                 | Italia                                                                | Amichevole                                                            | -1                                                                    |                                                                       |
| 11-6-1998                                                             | Bordeaux                                                              | Italia                                                                | 2 – 2                                                                 | Cile                                                                  | Mondiali 1998 - 1º turno                                              | -2                                                                    |                                                                       |
| 17-6-1998                                                             | Montpellier                                                           | Italia                                                                | 3 – 0                                                                 | Camerun                                                               | Mondiali 1998 - 1º turno                                              | -                                                                     |                                                                       |
| 23-6-1998                                                             | Saint-Denis                                                           | Italia                                                                | 2 – 1                                                                 | Austria                                                               | Mondiali 1998 - 1º turno                                              | -1                                                                    |                                                                       |
| 27-6-1998                                                             | Marsiglia                                                             | Italia                                                                | 1 – 0                                                                 | Norvegia                                                              | Mondiali 1998 - Ottavi di finale                                      | -                                                                     |                                                                       |
| 3-7-1998                                                              | Parigi                                                                | Italia                                                                | 0 – 0 dts (3 – 4 dtr)                                                 | Francia                                                               | Mondiali 1998 - Quarti di finale                                      | -                                                                     |                                                                       |
| Totale                                                                |                                                                       | Presenze (71º posto)                                                  | 39                                                                    |                                                                       | Reti                                                                  | -27                                                                   |                                                                       |

| Cronologia completa delle presenze e delle reti in nazionale ― Italia olimpica | Cronologia completa delle presenze e delle reti in nazionale ― Italia olimpica | Cronologia completa delle presenze e delle reti in nazionale ― Italia olimpica | Cronologia completa delle presenze e delle reti in nazionale ― Italia olimpica | Cronologia completa delle presenze e delle reti in nazionale ― Italia olimpica | Cronologia completa delle presenze e delle reti in nazionale ― Italia olimpica | Cronologia completa delle presenze e delle reti in nazionale ― Italia olimpica | Cronologia completa delle presenze e delle reti in nazionale ― Italia olimpica |
| Data                                                                           | Città                                                                          | In casa                                                                        | Risultato                                                                      | Ospiti                                                                         | Competizione                                                                   | Reti                                                                           | Note                                                                           |
| ------------------------------------------------------------------------------ | ------------------------------------------------------------------------------ | ------------------------------------------------------------------------------ | ------------------------------------------------------------------------------ | ------------------------------------------------------------------------------ | ------------------------------------------------------------------------------ | ------------------------------------------------------------------------------ | ------------------------------------------------------------------------------ |
| 21-7-1996                                                                      | Birmingham                                                                     | Messico olimpica                                                               | 1 – 0                                                                          | Italia olimpica                                                                | Olimpiadi 1996                                                                 | -1                                                                             |                                                                                |
| 23-7-1996                                                                      | Washington                                                                     | Ghana olimpica                                                                 | 3 – 2                                                                          | Italia olimpica                                                                | Olimpiadi 1996                                                                 | -3                                                                             |                                                                                |
| 25-7-1996                                                                      | Birmingham                                                                     | Italia olimpica                                                                | 2 – 1                                                                          | Corea del Sud olimpica                                                         | Olimpiadi 1996                                                                 | -1                                                                             |                                                                                |
| Totale                                                                         |                                                                                | Presenze                                                                       | 3                                                                              |                                                                                | Reti                                                                           | -5                                                                             |                                                                                |

| Cronologia completa delle presenze e delle reti in nazionale ― Italia under 21 | Cronologia completa delle presenze e delle reti in nazionale ― Italia under 21 | Cronologia completa delle presenze e delle reti in nazionale ― Italia under 21 | Cronologia completa delle presenze e delle reti in nazionale ― Italia under 21 | Cronologia completa delle presenze e delle reti in nazionale ― Italia under 21 | Cronologia completa delle presenze e delle reti in nazionale ― Italia under 21 | Cronologia completa delle presenze e delle reti in nazionale ― Italia under 21 | Cronologia completa delle presenze e delle reti in nazionale ― Italia under 21 |
| Data                                                                           | Città                                                                          | In casa                                                                        | Risultato                                                                      | Ospiti                                                                         | Competizione                                                                   | Reti                                                                           | Note                                                                           |
| ------------------------------------------------------------------------------ | ------------------------------------------------------------------------------ | ------------------------------------------------------------------------------ | ------------------------------------------------------------------------------ | ------------------------------------------------------------------------------ | ------------------------------------------------------------------------------ | ------------------------------------------------------------------------------ | ------------------------------------------------------------------------------ |
| 14-11-1989                                                                     | Brighton                                                                       | Inghilterra B                                                                  | 1 – 1                                                                          | Italia under 21                                                                | Amichevole                                                                     | -1                                                                             |                                                                                |
| Totale                                                                         |                                                                                | Presenze                                                                       | 1                                                                              |                                                                                | Reti                                                                           | -1                                                                             |                                                                                |

### Record
- Portiere col maggior numero di presenze con la maglia della Sampdoria in Serie A: 198.[108]
- Giocatore col maggior numero di presenze consecutive in campionato con il Bologna: 226.[70]

## Palmarès

### Club

#### Competizioni nazionali
- Coppa Italia: 3

Sampdoria: 1987-1988, 1988-1989, 1993-1994
- Campionato italiano: 1

Sampdoria: 1990-1991
- Supercoppa italiana: 1

Sampdoria: 1991

#### Competizioni internazionali
- Coppa delle Coppe: 1

Sampdoria: 1989-1990
- Coppa UEFA: 1

Inter: 1997-1998

### Individuale
- Guerin d'oro: 2

Inter: 1996-1997
Bologna: 2004-2005
- Inserito nella Hall of Fame dell'Inter nella categoria Portieri

2021